# Jimmie Earl Howard
Jimmie Earl Howard, ameriški podčastnik, * 27. julij 1929, Burlington, Iowa, † 12. november 1993.
Howard se je v vojno zgodovino Korpusa mornariške pehote ZDA vpisal kot poveljnik in vodja osemnajstčlanske izvidniške patrulje/voda, ki je bila udeležena v bitki za hrib 488 med vietnamsko vojno. Za zasluge mu je 21. avgusta 1968 predsednik ZDA Lyndon B. Johnson podelil medaljo časti.

## Življenjepis
Končal je srednjo šolo v rodnem Burlingtonu, nakar je eno leto obiskoval Univerzo Iowe.
12. julija 1950 je vstopil v Korpus mornariške pehote Združenih držav Amerike.
Osnovno urjenje je opravil v 1. rekrutnem trenažnem bataljonu, MCRD, San Diego, Kalifornija. Januarja 1951 je končal urjenja, nakar je ostal v bataljonu do decembra 1951 kot inštruktor.
Februarja 1952 je končal nadaljevalno pehotno urjenje, nakar je bil poslan v Korejo kot prednji artilerijski opazovalec (FAO) pri minometni četi 1. marinskega polka 1. marinske divizije. Za služenje v Koreji je prejel srebrno zvezdo, škrlatno srce z eno zlato zvezdo in Navy Unit Commendation.
Aprila 1953 se je vrnil v ZDA, kjer je služil kot taktični inštruktor v Štabni in podporni četi 2. pehotnega trenažnega polka (MCB Camp Pendleton, Kalifornija]].
Marca 1954 je bil premeščen v marinski odred na USS Oriskany (CVA-34), kjer je služil kot poveljnik oddelka. Naslednji januar se je vrnil v Camp Pendleton, kjer je bil poveljnik oddelka v 1. amfibicijski izvidniški četi. Tu je ostal do septembra 1957, ko je postal šef specialnih sil in vojaški policist pri Prištabnem bataljonu 1. marinske divizije.
Aprila 1960 je bil premeščen v 3. marinsko divizijo (San Francisco, Kalifornija), kjer je sprva služil kot podčastnik specialnih sil pri Prištabni in podporni četi 2. bataljona 7. marinskega polka, nato v 9. marinskem polku, nato pa kot vodja voda in vodni podčastnik pri četi H, 2. bataljonu 9. marinskega polka.
Nato je bil avgusta 1961 premeščen k gardni četi, Prištabnem in podpornem bataljonu, Camp Pendleton, kjer je služil kot gardni podčastnik, četni podčastnik in administrator; pozneje je postal »Depot Special Service Assistant« pri Štabni četi, Prištabnem in podpornem bataljonu; tu je ostal do oktobra 1964.
Naslednji mesec se je vrnil v 1. marinsko divizijo, kjer je postal polkovni podčastnik specialnih sil pri Štabni bateriji, 11. marinskem polku; januarja 1965 je postal inštruktor v tečaju protigverilskega bojavenja, Divizijski center šol, Podenota 1.
Od aprila do junija 1966 je bil vodja 1. voda čete C, 1. izvidniškega bataljona 1. marinske divizije. V noči s 16. na 17. junija je vodil znamenito obrambo hriba 488, pri čemer je 18 marincev zavrnilo napade vietnamskega bataljona.
Po vrnitvi v ZDA je postal bataljonski trenažni podčastnik pri Podporni četi, Prištabnega in podpornega bataljona MCRD San Diego. 
31. marca 1977 se je upokojil. Umrl je 12. novembra 1993.

## Napredovanja
- januar 1951 - Private First Class
- ? - Lance Corporal
- marec 1952 - Corporal
- junij 1953 - Sergeant
- maj 1956 - Staff Sergeant
- avgust 1968 - Gunnery Sergeant

## Odlikovanja
- medalja časti
- srebrna zvezda
- škrlatno srce z dvema zlatima zvezdama kot simbola druge in tretje podelitve,
- Navy Unit Commendation,
- Good Conduct Medal s tremi bronastimi zvezdami,
- National Defense Service Medal z eno bronasto zvezdo,
- Korean Service Medal s štirimi bronastimi zvezdami,
- Vietnam Service Medal z eno bronasto zvezdo
- United Nations Service Medal,
- Korean Presidential Unit Citation,
- Republic of Vietnam Campaign Medal.